# Jorge Orlando Aravena Plaza
Jorge Orlando Aravena Plaza (* 22. April 1958 in Santiago de Chile) ist ein ehemaliger chilenischer Fußballspieler auf der Position des Stürmers und späterer Trainer.

## Laufbahn
Aravena begann seine Profikarriere 1978 beim CD Universidad Católica, mit dem er 1983 beide Austragungen der Copa Chile gewann und 1984 chilenischer Meister wurde.
Dazwischen spielte er zu Beginn der 1980er Jahre auf Leihbasis für Santiago Morning und Deportes Naval de Talcahuano, ehe er UC im Sommer 1985 verließ und zu Real Valladolid in die spanische Primera División wechselte. Anschließend spielte er für Deportivo Cali in der kolumbianischen Liga, bevor er nach Mexiko wechselte, wo er mit dem Puebla FC in der Saison 1989/90 sowohl die Meisterschaft als auch den Pokalwettbewerb gewann.
1991 wechselte er zur brasilianischen Associação Portuguesa de Desportos und kehrte bald darauf in seine Heimat zurück, wo er noch jeweils für eine Saison bei Unión Española und Audax Italiano unter Vertrag stand. Mit UE gewann er im Spieljahr 1992 noch einmal die Copa Chile und bei Audax Italiano begann er bald nach Beendigung der aktiven Laufbahn seine Trainertätigkeit.

## Erfolge
- Chilenischer Meister: (1) 1984
- Chilenischer Pokalsieger: (3) zweimal 1983 (sowohl die Copa República als auch die Copa Polla Gol), 1992
- Mexikanischer Meister: (1) 1990
- Mexikanischer Pokalsieger: (1) 1990